# César Augusto Huerta Ramírez
César Augusto Huerta Ramírez (Cotaparaco, 14 de noviembre de 1975) es un eclesiástico y profesor católico peruano. Es el obispo electo de Sicuani, desde 2024.

## Biografía
Nació el 14 de noviembre de 1975, en el distrito peruano de Cotaparaco.
Ingresó en el Seminario Arquidiocesano de Arequipa, donde realizó sus estudios eclesiásticos.
Amplió sus estudios en la Universidad Católica Lumen Gentium (Ciudad de México), y en la Universidad Finis Terrae (Santiago de Chile), obteniendo un diplomado en Doctrina social de la Iglesia. Luego, obtuvo el bachillerato en Teología, por la Facultad de Teología Redemptoris Mater de Callao.
En 2014 fue enviado a estudiar en la Universidad de La Rioja, donde consiguió una maestría en Bioética (2017); y en la Universidad Eclesiástica San Dámaso, donde obtuvo la licenciatura en Teología moral, con la obra: Relación entre Libertad-Verdad a la luz de la encíclica Veritatis splendor.

### Sacerdocio
Fue ordenado diácono el 8 de septiembre de 2004. Su ordenación sacerdotal fue el 17 de noviembre de 2005, incardinándose en la arquidiócesis de Arequipa.
- Párroco de Beata Sor Ana de los Ángeles y Santa María de la Cabeza, en Cerro Colorado (2006-2014).[4]
- Profesor de la Universidad Católica de Santa María y de la Universidad Católica San Pablo (2007-2024).
- Capellán del Instituto Superior Pedagógico Público de Arequipa (2008-2013).[5]
- Miembro del Consejo Presbiteral (2011-2014; 2021-2024).[2]
- Párroco de Nuestra Señora del Rosario en Sabandía, y Santa María en Mollebaya (2017-2021).
- Decano del Decanato IX (2017-2022).
- Párroco de Cristo Obrero, en Miraflores (2022-2024).
- Vicario episcopal para la Coordinación de la Pastoral Arquidiocesana de Conjunto (2023-2024).[4]
- Director de las Escuelas de Catequistas (2024).
- Profesor de la Escuela Arquidiocesana de Catequesis, de la Escuela Superior de Educación Religiosa, de la Escuela de Jóvenes Líderes y del Seminario Arquidiocesano de Arequipa.[5]

### Episcopado
El 30 de septiembre de 2024, el papa Francisco lo nombró obispo de Sicuani. Fue consagrado el 7 de diciembre del mismo año, en la Catedral de Arequipa, a manos del arzobispo Paolo Rocco Gualtieri. Tomará posesión canónica el 10 de diciembre siguiente, durante una ceremonia en la Catedral de Sicuani.